# Музей російської ікони
Музей російської ікони (рос. Музей русской иконы) - московський приватний музей, присвячений російській іконі, іконописанню і доповнений літургічними речами і іконами інших християнських країн.

## Історія та іконоборство

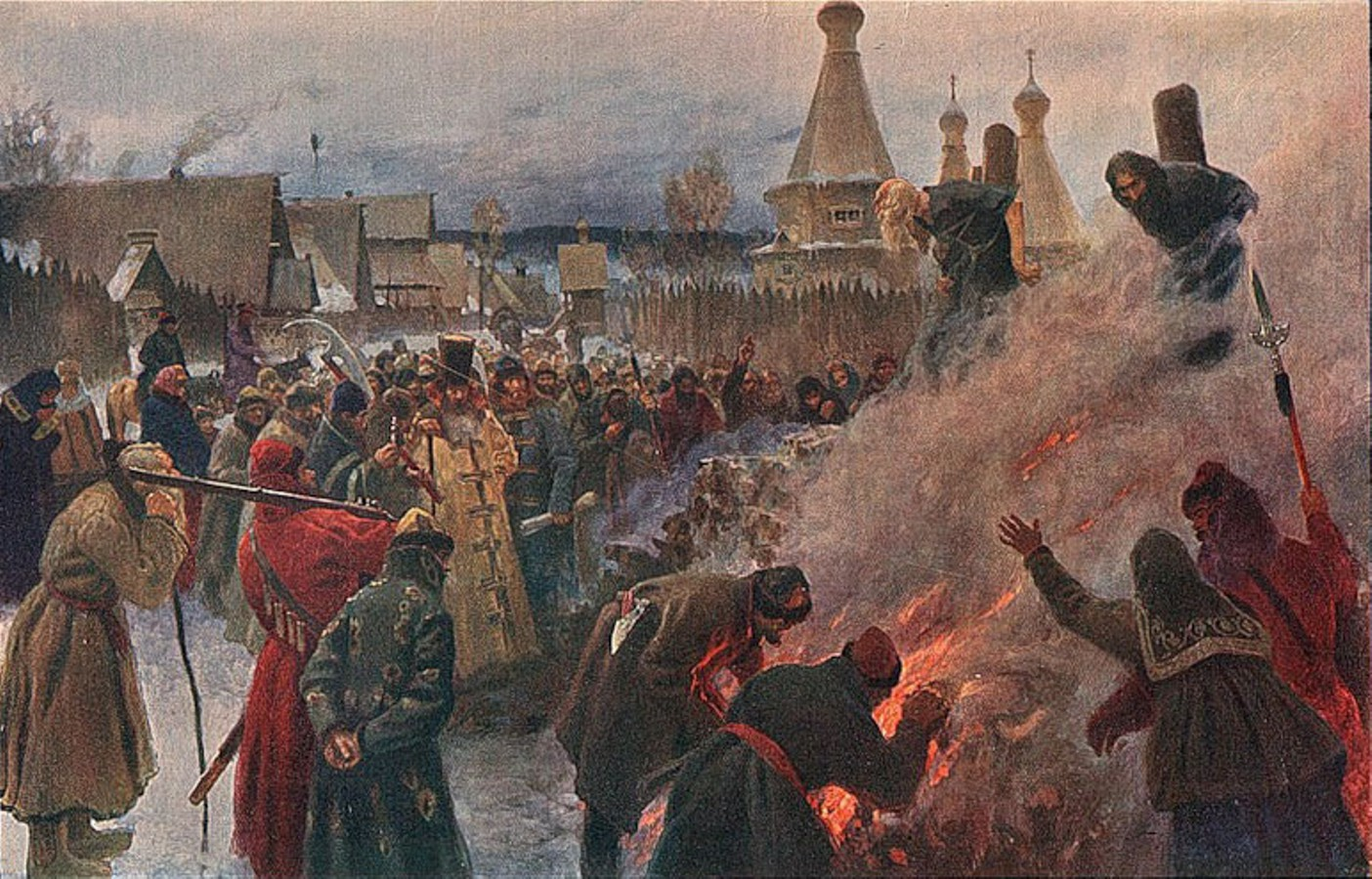
Худ. Петро Євгенович Мясоєдов, «Спалення протопопа Аввакума», 1897 рік.

Колекціонування ікон - давня традиція християнських країн. Ставлення до ікон було досить прихильним, бо ті замінили священні речі поклоніння доби язичництва. Ікони втрачали священний статус в періоди іконоборства в різних країнах, серед яких Візантійська імперія на зламі 8-9 століть, Нідерланди 16 ст., Німеччина в добу Реформації. 
Подвійне ставлення до ікон мало місце і в історії Московії 17 століття під час релігійних реформ, ініційованих патріархом Ніконом. Іконам старого зразка виколювали очі і знищували як речі, невідповідні новим вимогам патріарха. Реформи закінчилися розколом церкви Московії на православну (офіційно підтриману царатом) і за старим обрядом (не визнану офіційно), а протистояння між ними мало характер релігійної війни.

## Передумови створення
Значні приватні збірки ікон були створені в Російській імперії в 19 столітті як в середовищі старообрядців, так і багатого і релігійно налаштованого купецького стану. Значні збірки ікон мали Ліхачов, Ілля Остроухов, Третьяков Павло Михайлович тощо. Колекцію ікон значної мистецької вартості в 20 столітті мав російський художник Корін Павло Дмитрович, з поселення іконописців Палех.
Після розпаду СРСР нові російські багатії почали колекціонувати російські ікони як ще одну ознаку «російськості», що підтримує їх самоусвідомлення.

## Ставлення до ікон в СРСР

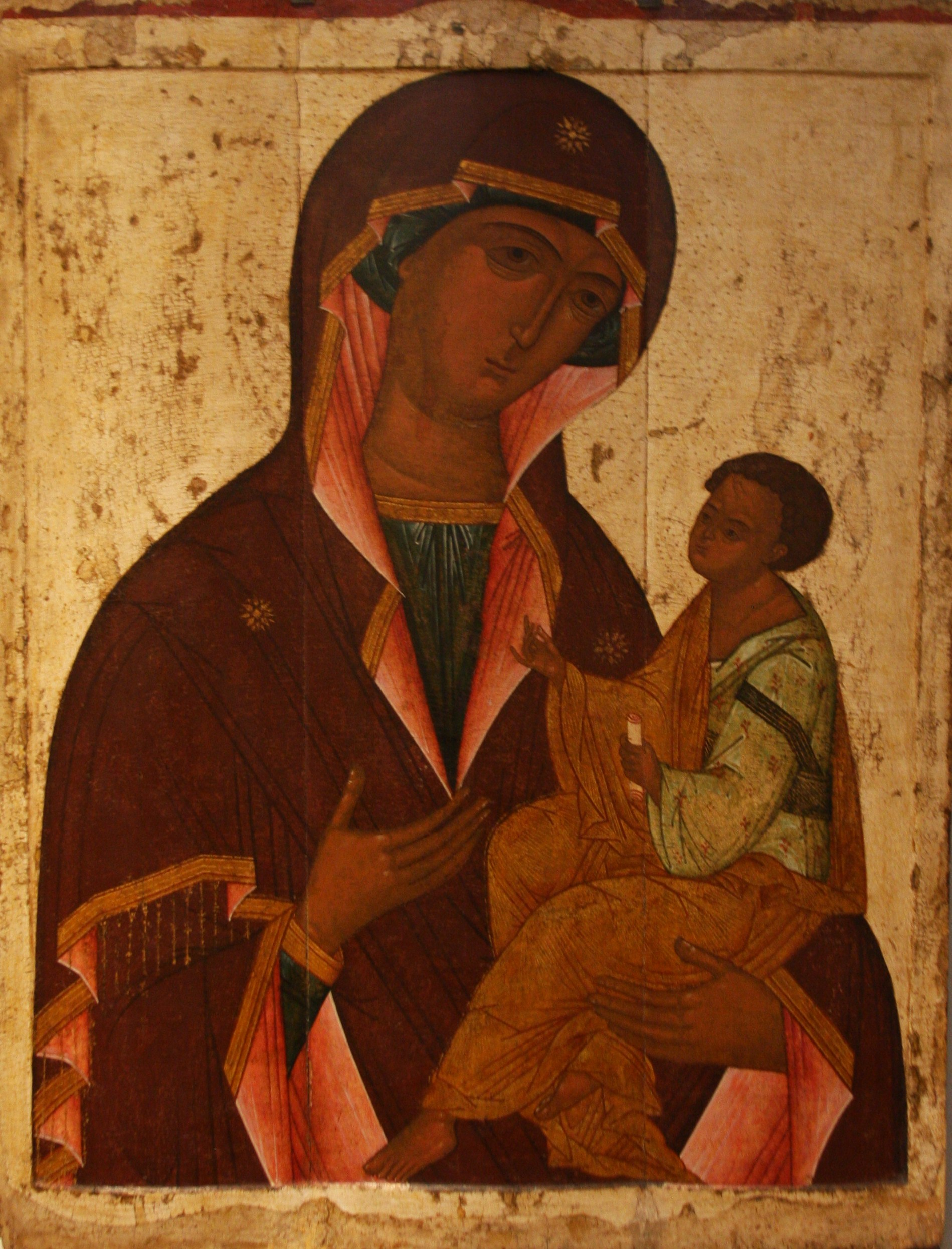
Богородиця Грузинська, 16 ст. Національний музей Швеції, Стокгольм.

Переважне ставлення до ікон в СРСР - зневажливе. Ревізія прихильного ставлення до християнського культу до 1917 р. змінилася на гоніння, серед виявів якого - оголошення конфіскацій майна церкви і безбожна п'ятирічка, офіційно оголошена урядом Сталіна. Ікони, конфісковані з храмів, розділялись комісіями на чотири купи:
- ікони музейного значення (купа найменша за кількістю)
- ікони для продажу за кордон за валюту
- ікони на столярні вироби (живопис здирали)
- майно ОГПУ на паливо чи знищення (купа найбільша).

Ікони (як і церконе срібло, дзвони) десятиліттями перевозили за кордон на продаж навіть тоді, коли припинили продавати речі і картини російських музеїв. Звідси значні колекції російських ікон в приватних збірках чи музейних закладах Франції (Лувр), Німеччини, Швеції (Національний музей, Стокгольм), Сполучених Штатів.

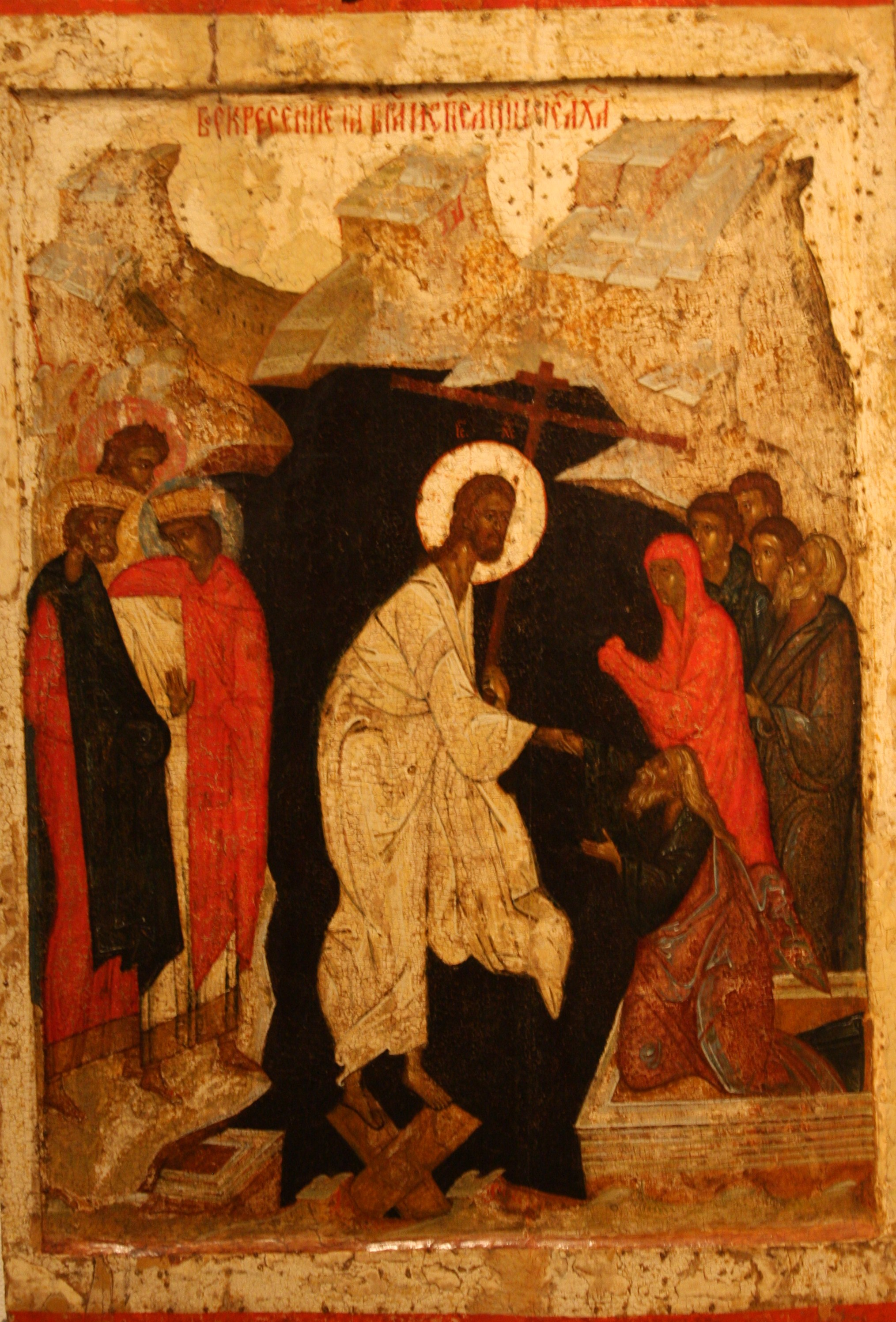
Зшестя в безодню. 16 ст. Національний музей Швеції, Стокгольм.
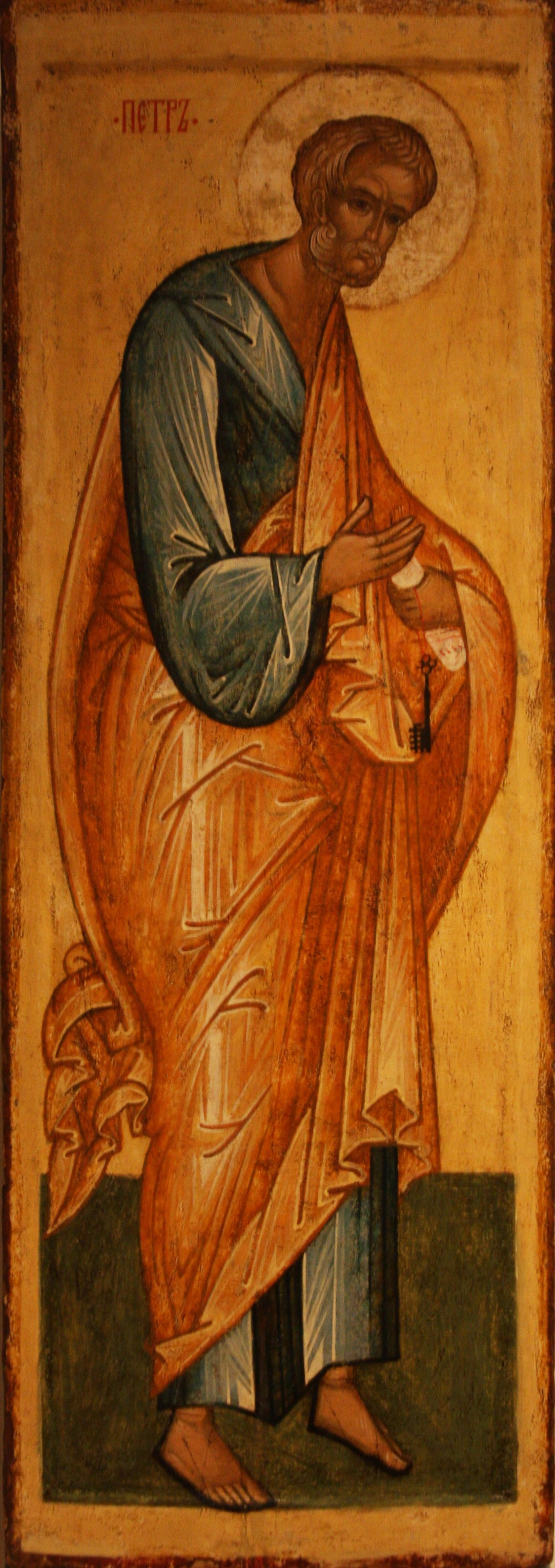
Апостол Петро. 16 ст. Національний музей Швеції, Стокгольм.
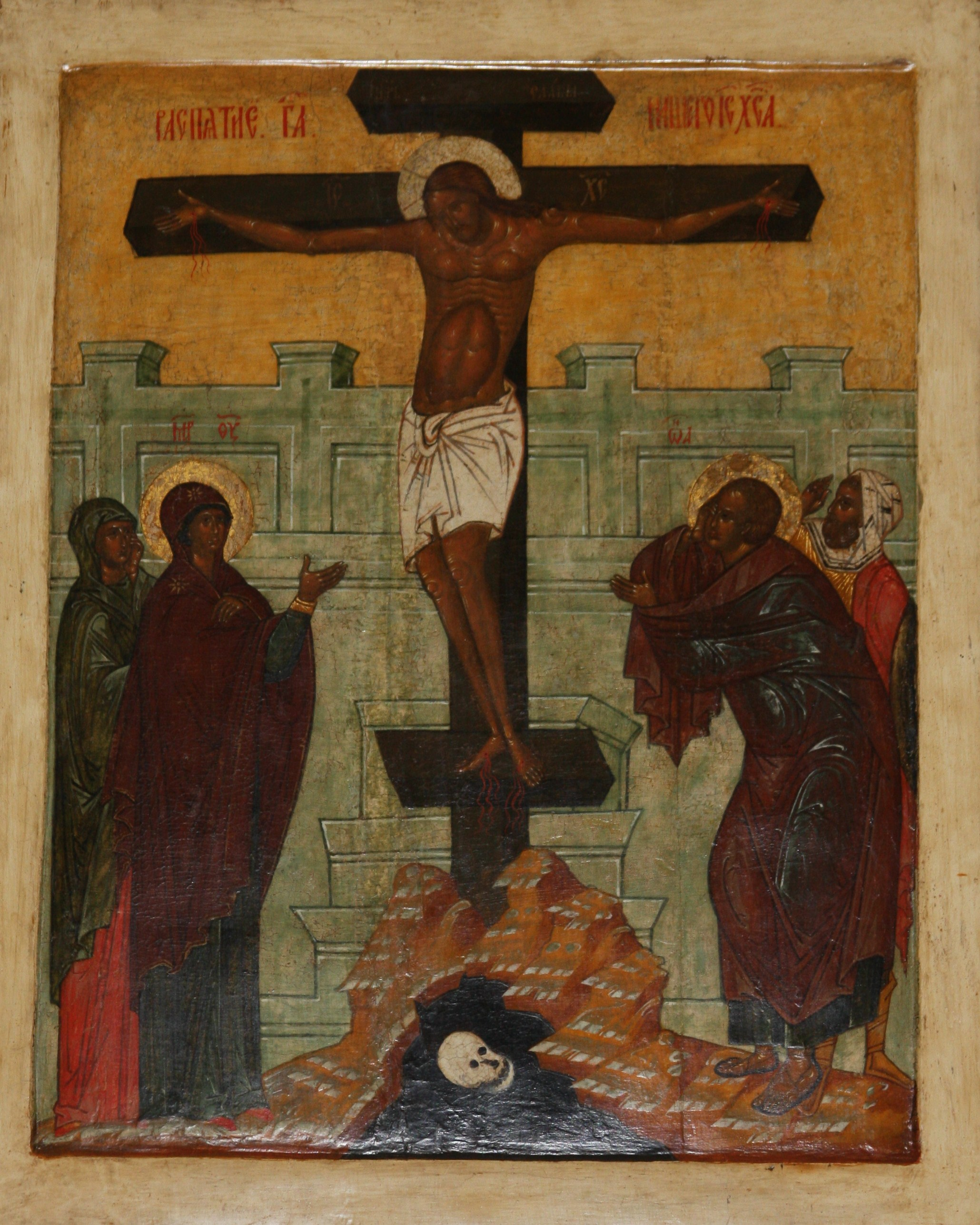
Розп'яття з передстоячими. Національний музей Швеції, Стокгольм.
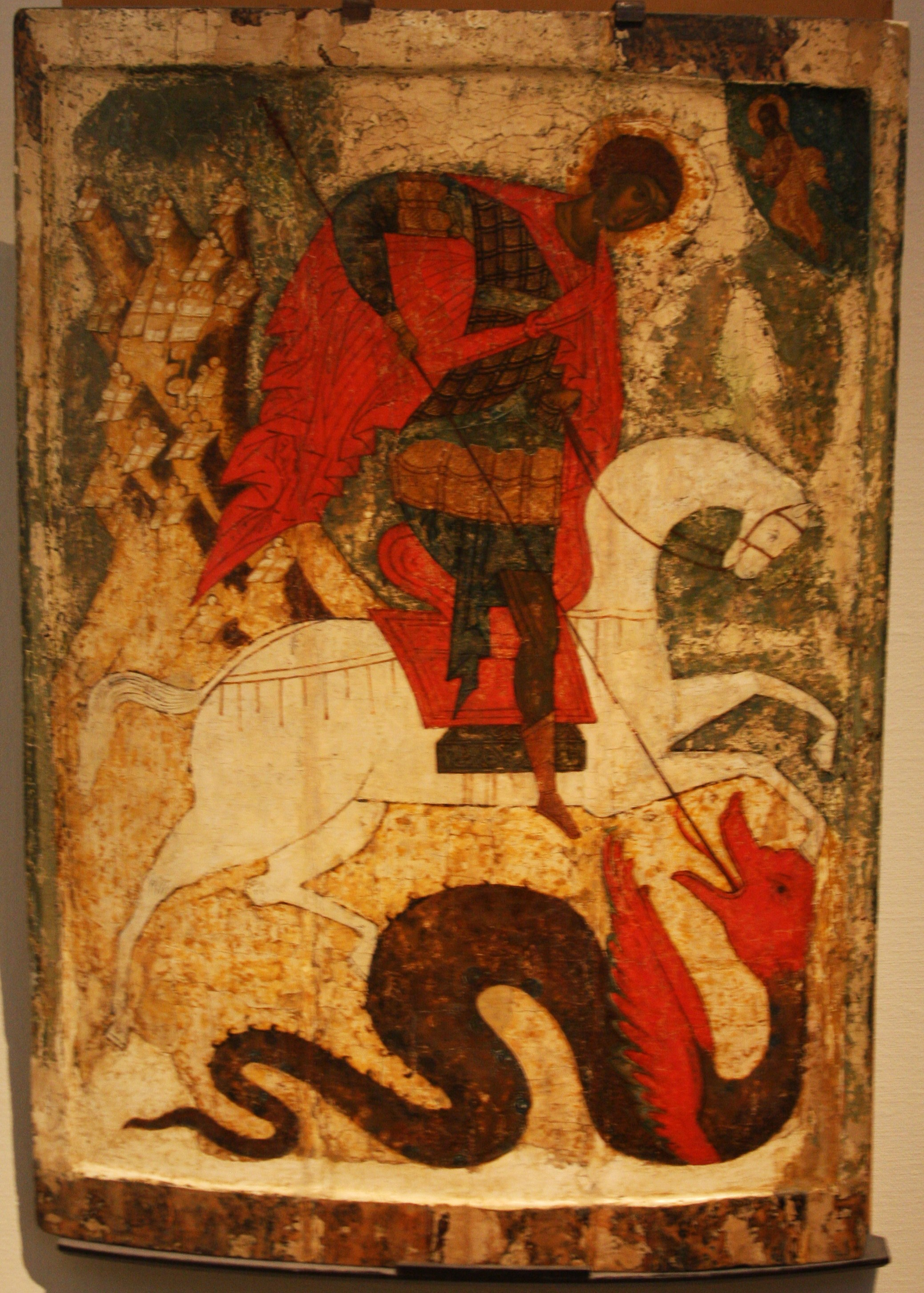
Святий Юрій змієборець. 16 ст. Національний музей Швеції, Стокгольм.

Мистецьки вартісні колекції російських ікон мають також Державний Російський музей і Ермітаж в Петербурзі, Державна Третьяковська галерея.  

## Приміщення, фонди, експозиція

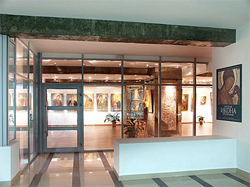
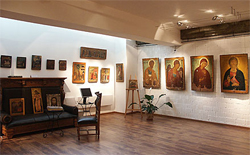
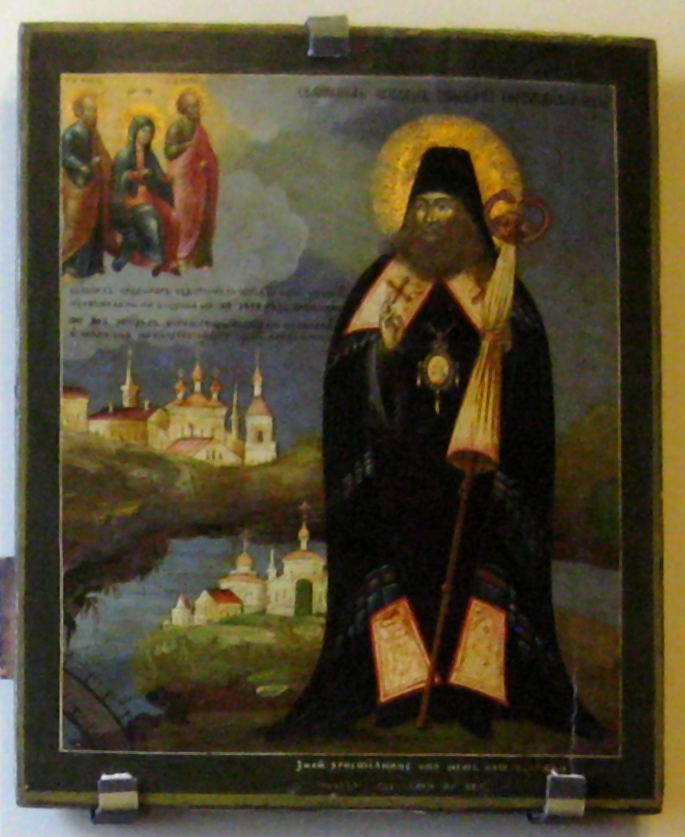

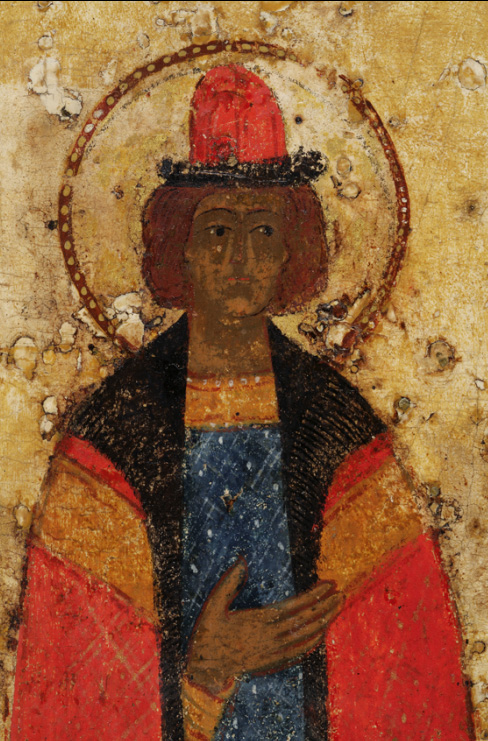
Давид, Ярославль, 15 ст.

Ініціатор створення приватного музею російської ікон  і його володар - Михайло Юрійович Абрамов. Ікони придбані як в Росії, так і за кордоном. Первісно приватний музей розташували в бізнес-центрі «Верейська Плаза». Згодом музей розгорнуто в сучасному приміщенні на вул. Гончарній, буд. № 3, з відповідними музейними умовами. 
Музей має важливі додатки, що доповнюють експозиції. Серед експонатів  - імітація іконописної майстерні. В музей перевезена невелика сакральна споруда старообрядців - дерев'яна молельня з села Бухолово, що розташоване неподалік від Вишнього Волочка (нині Тверська область). Невелику архітектурну споруду розмістили не ззовні, а в самій музейній залі.
Серед незвичних додатків - ікони і літургічні речі з Північно-Східної Африки, з Ефіопії. Колекція християнських ікон, металевої пластики і книг з Ефіопії (більше 2.000 експонатів) придбана в Німеччині для експонування  в Москві.
Кількість експонатів досягла 4.000 (на 2011 рік), серед них - 600 ікон. Російські ікони доповнені антикварними речами доби Візантії 4-15 століть, є грецький іконостас з двадцятьма іконами 18-19 століть, декілька ікон Псковської школи іконопису 16 століття. В музейній колекції представлені твори іконописних майстерень Твері, Рязані, Ярославля, Костроми, Москви, Архангельська. 

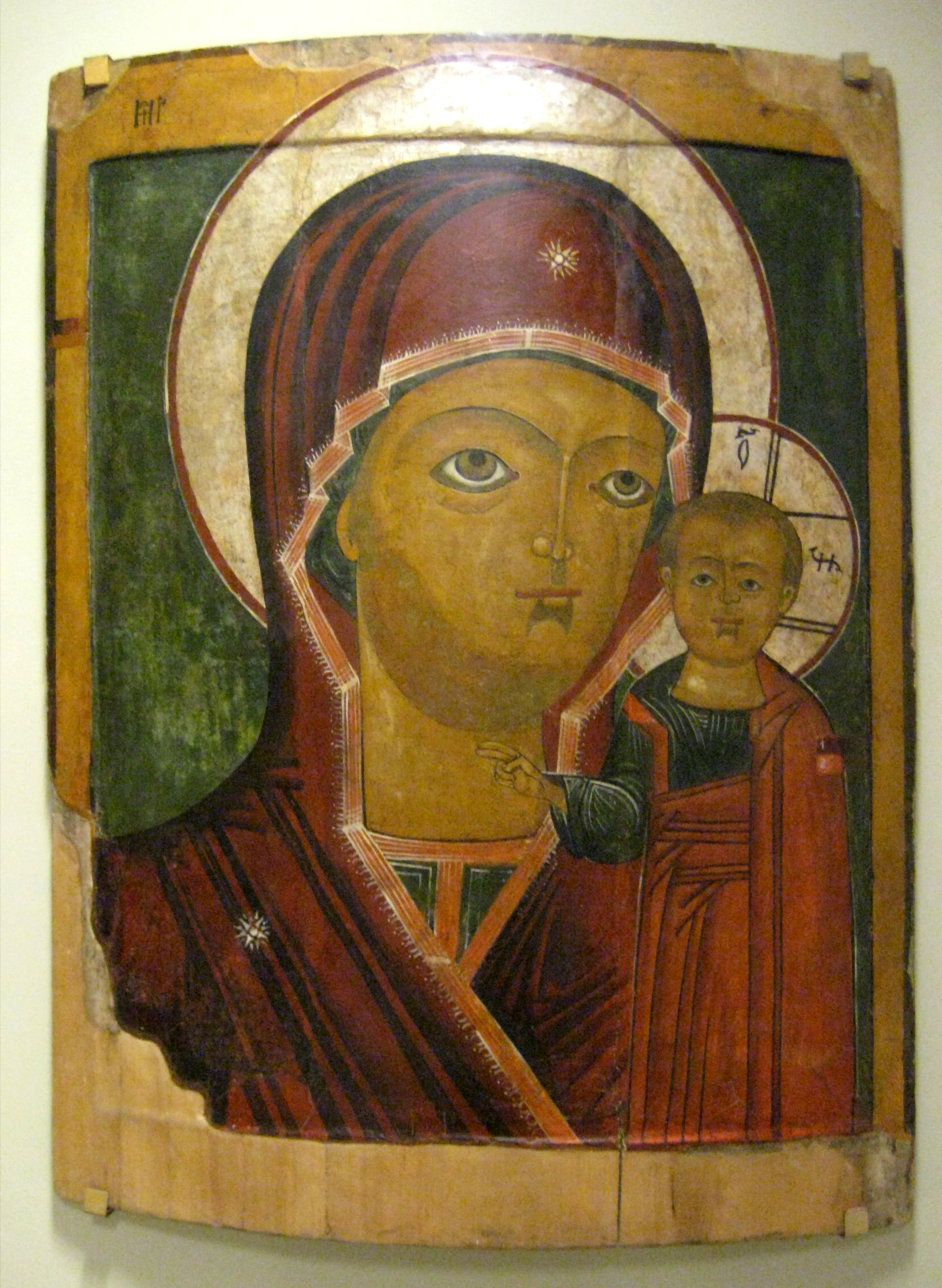
Богоматір Казанська, Галич, 18 століття
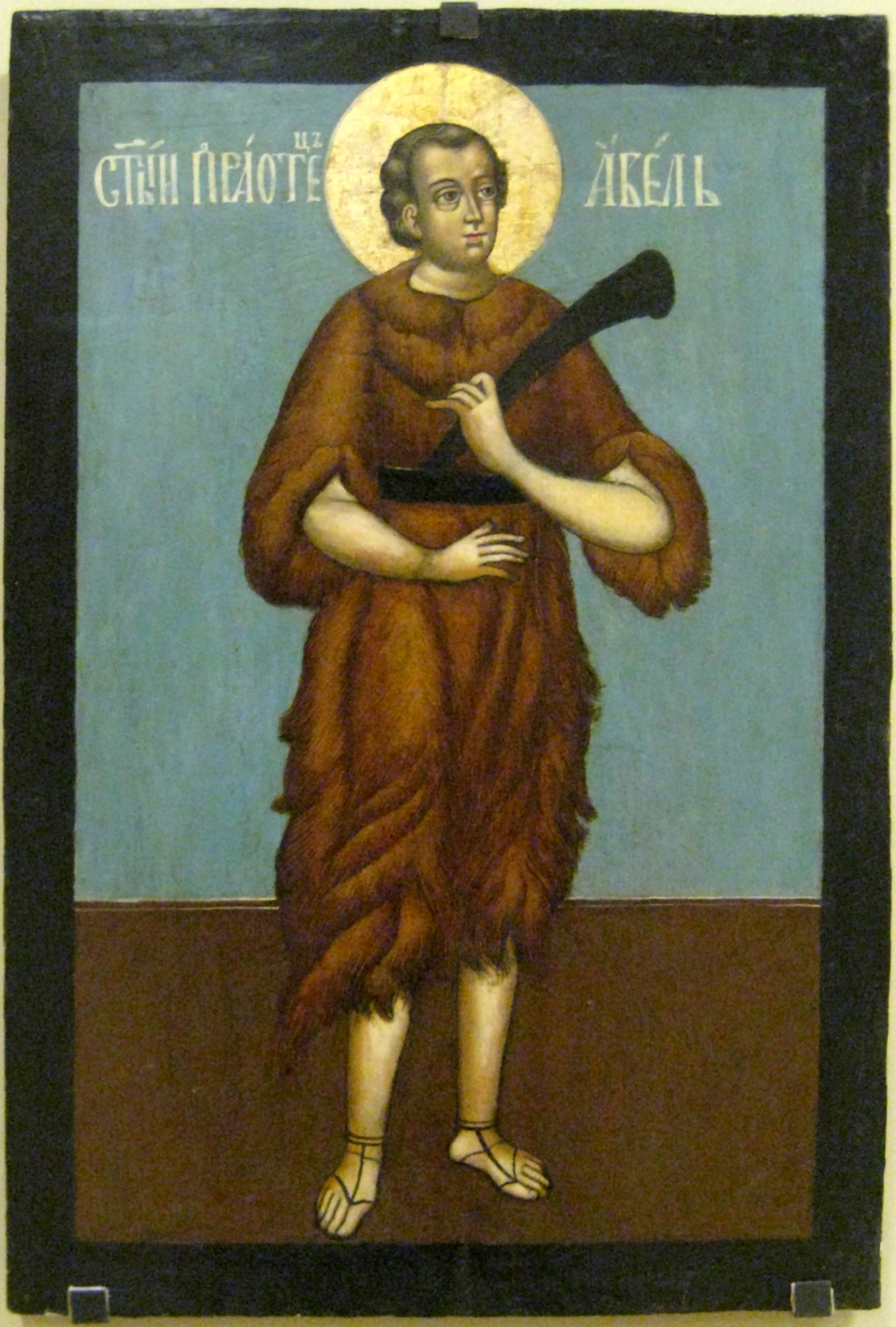
Святий праотець Авель, 18 століття
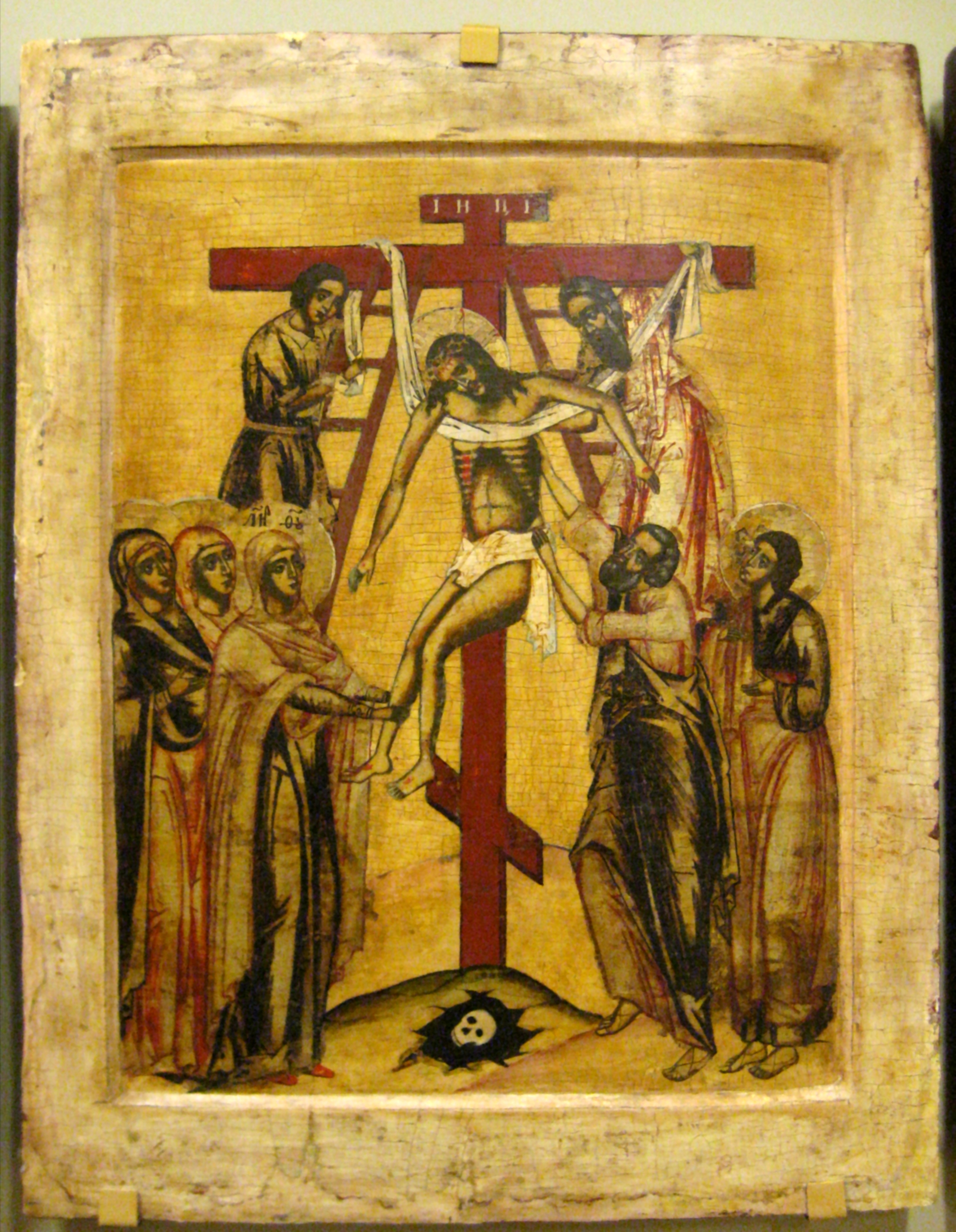
Христа знімають з креста, Костома, 17 століття
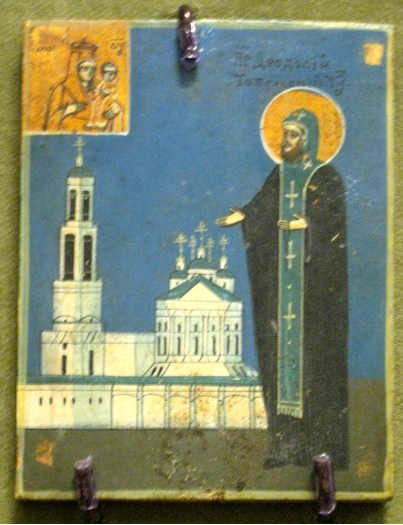
Феодосій Тотемський, ікона  19 ст.